# Planorbis
Planorbis ist eine Schneckengattung aus der Familie der Tellerschnecken (Planorbidae), die zur (wahrscheinlich paraphyletischen) Unterordnung der Wasserlungenschnecken (Basommatophora) innerhalb der Lungenschnecken (Pulmonata) gerechnet wird.

## Merkmale
Das Gehäuse ist fast planispiral, lediglich an der Unterseite etwas eingesenkt. An der Außenseite ist ein deutlicher Kiel ausgebildet. Die Tiere sind jedoch anatomisch links gewunden. Wird das Gehäuse entsprechend orientiert, waagrecht mit der Öffnung links der Mitte, ist die Spirale oben eingetieft. Die Tiere tragen das Gehäuse seitlich gekippt mit der Unterseite nach oben.

## Lebensraum und Verbreitung
Die Arten der Gattung leben in langsam fließenden oder stehenden Flüssen und Seen im flachen Wasser der Uferzonen. In sauerstoffreichen Gewässern können sie jedoch auch in der Tiefe („oberflächenfremd“), mit wassergefüllter Lungenhöhle, leben, so dass zwei Arten (planorbis und carinatus) erst 1982 im Lunzer See durch einen Taucher in 7 Metern Tiefe entdeckt wurden, von deren Anwesenheit man zuvor nichts wusste.
Die Gattung ist paläarktisch verbreitet.
Die Vertreter der Gattung Planorbis sind erster Zwischenwirt für Alaria alata, einen bei Hundeartigen parasitierenden Saugwurm.

## Systematik

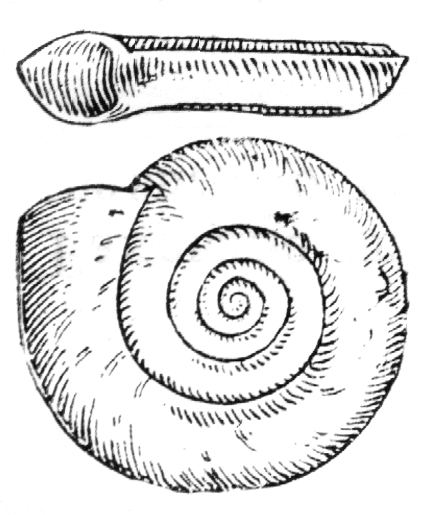
Zeichnung des Gehäuses der Gemeinen Tellerschnecke, von der Seite und von oben gesehen

Derzeit werden 12 rezente Arten zur Gattung gestellt:
- Planorbis agraulus Bourguignat, 1864. mediterran, Verbreitung ungenügend bekannt. Möglicherweise Endemit Nordafrikas.[3]
- Planorbis atticus Bourguignat, 1852. Griechenland und südlicher Balkan.
- Planorbis carinatus O. F. Müller, 1774. Gekielte Tellerschnecke. Europa, weit verbreitet, nördlich bis Skandinavien.
- Planorbis cretensis Glöer & Hirschfelder, 2015. Endemit der Insel Kreta.
- Planorbis intermixtus Mousson, 1874. Kleinasien.
- Planorbis kubanicus Soldatenko & Starobogatov, 1998. Endemit des Kaukasus.
- Planorbis macedonicus Sturany, 1894. Endemit des Ohridsee.
- Planorbis moquini Requien, 1848. mediterran, Verbreitung ungenügend bekannt. Vermutlich Endemit der Insel Korsika.[4]
- Planorbis planorbis (Linnaeus, 1758). Gemeine Tellerschnecke.
- Planorbis presbensis Sturany, 1894. Endemit des Prespasee.
- Planorbis sieversi Mousson, 1873. Armenien bis zum Yssykköl, Zentralasien. taxonomisch umstrittene Art.
- Planorbis vitojensis Glöer & Pešić, 2010. Endemit in Kleingewässern nahe dem Skutarisee, Montenegro.

Die Artzugehörigkeit zahlreicher Planorbis-Funde, so aus dem festländischen Italien und von den Inseln Sardinien und Sizilien, ist derzeit unklar, vermutlich gibt es noch zahlreiche unbeschriebene Arten. Dazu kommen noch eine ganze Reihe ausschließlich fossiler Formen.
Die Untergattung Crassiplanoris, aufgestellt von Claus Meier-Brook 1976 mit der einzigen Art Planorbis presbensis wird derzeit meist nicht anerkannt.